# Cales de Mallorca
Calas de Mallorca (auch Cales de Mallorca) ist ein Ferienort an der Südostküste der spanischen Baleareninsel Mallorca. Er gehört zur Gemeinde Manacor und liegt zwischen den Küstenorten Porto Cristo im Norden und Portocolom im Süden. Die Siedlung entstand in den 1960er-Jahren im Zuge des wachsenden internationalen Tourismus und wurde vor allem entlang der Küstenlinie angelegt, um den Zugang zu mehreren kleinen Buchten zu ermöglichen.
Heute präsentiert sich Calas de Mallorca als kompaktes Urlaubsgebiet mit einer Mischung aus Hotels, Apartmentanlagen und Wohnbereichen. Der Ort ist besonders für seine geschützten Badebuchten Cala Domingos Gran, Cala Domingos Petit sowie Cala Antena und die markante Felsküste bekannt. Die Einwohnerzahl in Calas de Mallorca liegt durchschnittlich bei rund 1.000 Einwohnern.

## Geografie
Calas de Mallorca liegt auf einer Kalksteinplattform, die sich stellenweise als steile Klippe zum Meer hin absenkt. Charakteristisch sind tief eingeschnittene Meeresarme, die von Felswänden eingerahmt werden. Die drei Hauptbuchten sind:
- Cala Domingos Gran – ein breiter, sandiger Strandabschnitt mit offener Meeresverbindung.
- Cala Domingos Petit – eine kleinere Nachbarbucht mit Hotelanlage, nur durch eine schmale Landzunge von der größeren getrennt.
- Cala Antena – eine schmale, tief eingeschnittene Bucht, die über einen kleinen Strand und hohe Felskulissen verfügt.

Die Küstenabschnitte sind von einer typischen Mittelmeervegetation aus Pinien, Sträuchern und wilden Kräutern gesäumt. Die Strände werden entlang der Küste durch eine längere Promenade mit Aussichtspunkten verbunden, von hieraus ergeben sich weite Blicke über das Mittelmeer.

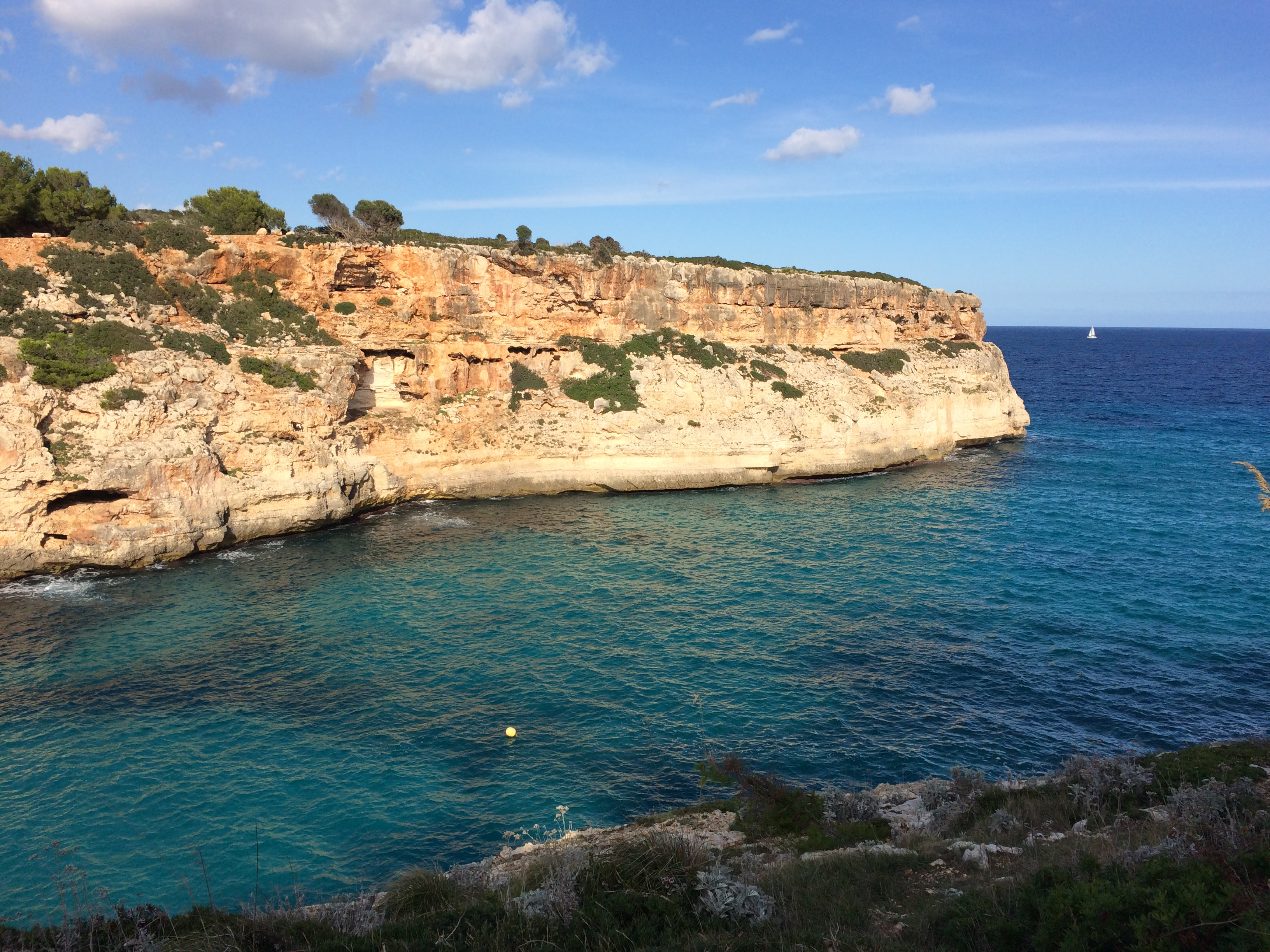
Blick auf die „Cala Antena“ in Calas de Mallorca

## Klima
Das Klima ist mediterran-subtropisch. Die Sommermonate sind sonnig und warm, mit Tageshöchstwerten zwischen 27 °C und 31 °C. Regen fällt nur selten, meist in Form kurzer Schauer. Die Winter sind mild, mit Temperaturen um 14–17 °C und gelegentlichen Regentagen.
Die Badesaison reicht von Mai bis Oktober, wobei das Meer in den Hochsommermonaten Wassertemperaturen von bis zu 26 °C erreicht. Durch die offene Lage weht oft eine leichte Meeresbrise, die in den Sommermonaten für angenehme Abkühlung sorgt.

## Strände
Alle drei Hauptbuchten verfügen über feinsandige Strände mit sanftem Gefälle ins Meer, was sie für Familien, Schwimmer und Wassersportler gleichermaßen geeignet macht. Die Strände von Calas de Mallorca wurden mehrfach mit der Blauen Flagge ausgezeichnet, einem internationalen Umweltzeichen für saubere und gepflegte Badegewässer.
In den Sommermonaten werden die Strände von Rettungsschwimmern überwacht und bieten Serviceeinrichtungen wie Sonnenschirm- und Liegenverleih, sanitäre Anlagen sowie Strandbars.
Die Strände sind durch kurze Fußwege miteinander verbunden, sodass Besucher zwischen den Buchten wechseln können.

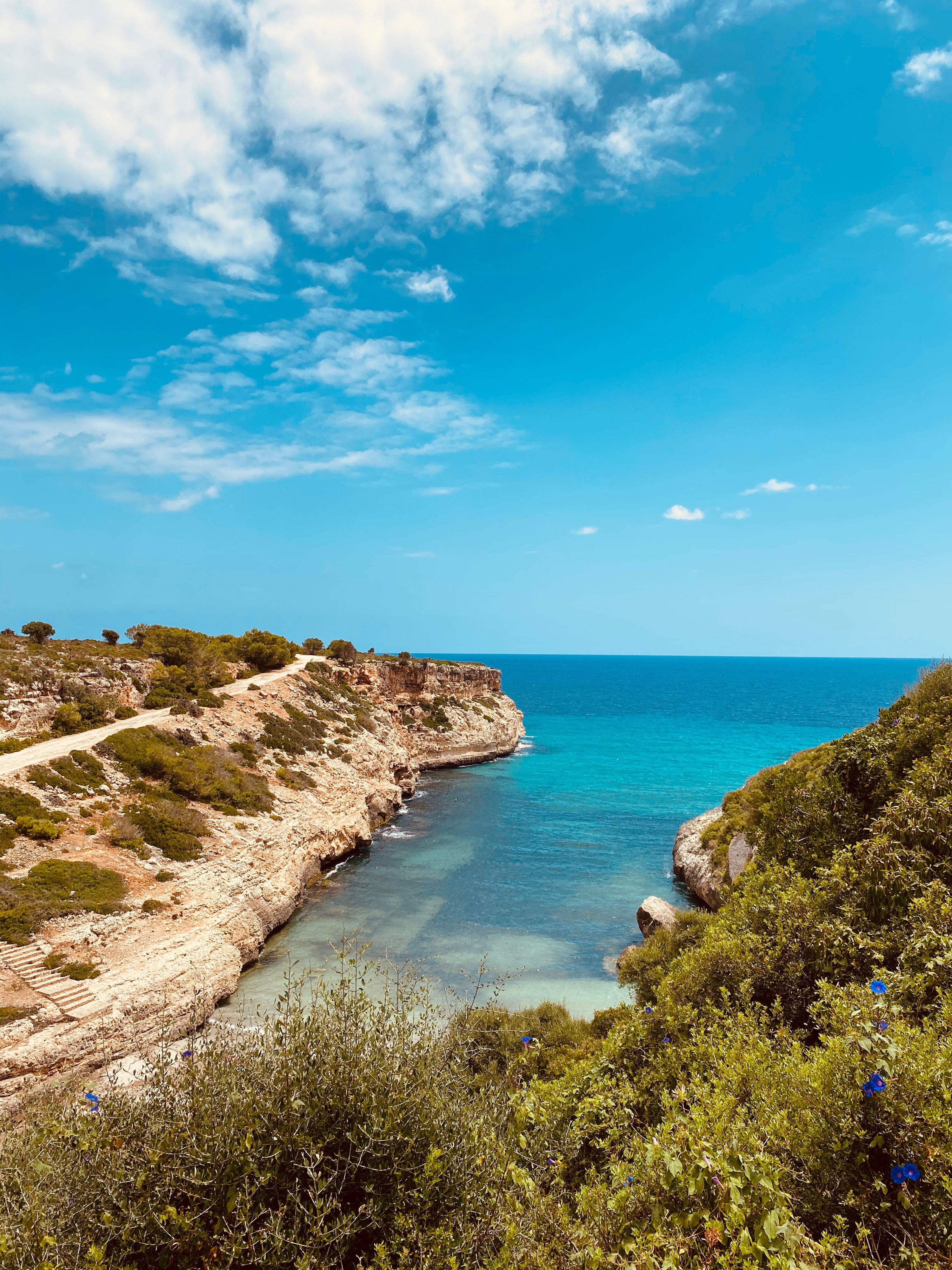
„Cala Antena“ Bucht in Calas de Mallorca

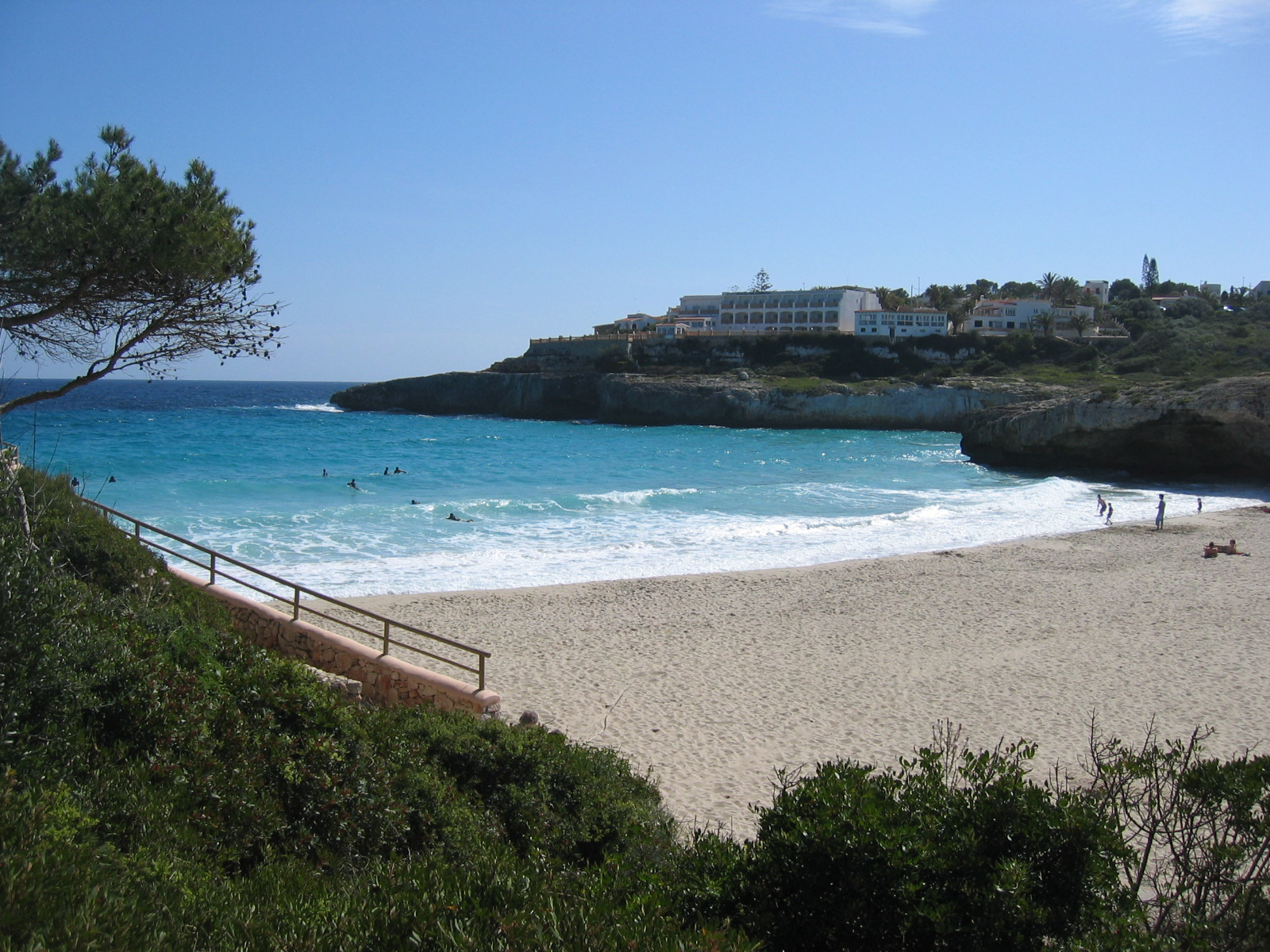
Strand „Cala Domingos“ in Calas de Mallorca

## Sehenswürdigkeiten und Umgebung
In der näheren und weiteren Umgebung befinden sich verschiedene Ausflugsziele und Sehenswürdigkeiten:
- Cuevas del Drach und Cuevas dels Hams bei Porto Cristo – große Tropfsteinhöhlen mit unterirdischen Seen und beleuchteten Grotten.
- Portocolom – ein historischer Naturhafen mit traditioneller Architektur, Promenade und Fischerbooten.
- Naturpark Mondragó – ein geschütztes Küstengebiet mit Wanderwegen, Vogelbeobachtung und naturbelassenen Stränden.
- Santuari de Sant Salvador – ein ehemaliges Kloster und Fahrrad-Treff mit Panoramablick über den Osten der Insel.
- Rafa Nadal Sports Centre in Manacor – Sport- und Trainingszentrum des Tennisprofis Rafael Nadal mit Museum, das neben Trophäen auch Exponate anderer Spitzensportler zeigt.

Küstenwanderwege verbinden Calas de Mallorca mit kleineren, teils versteckten Buchten. Bootsfahrten ermöglichen den Blick auf die Steilküste aus einer anderen Perspektive.

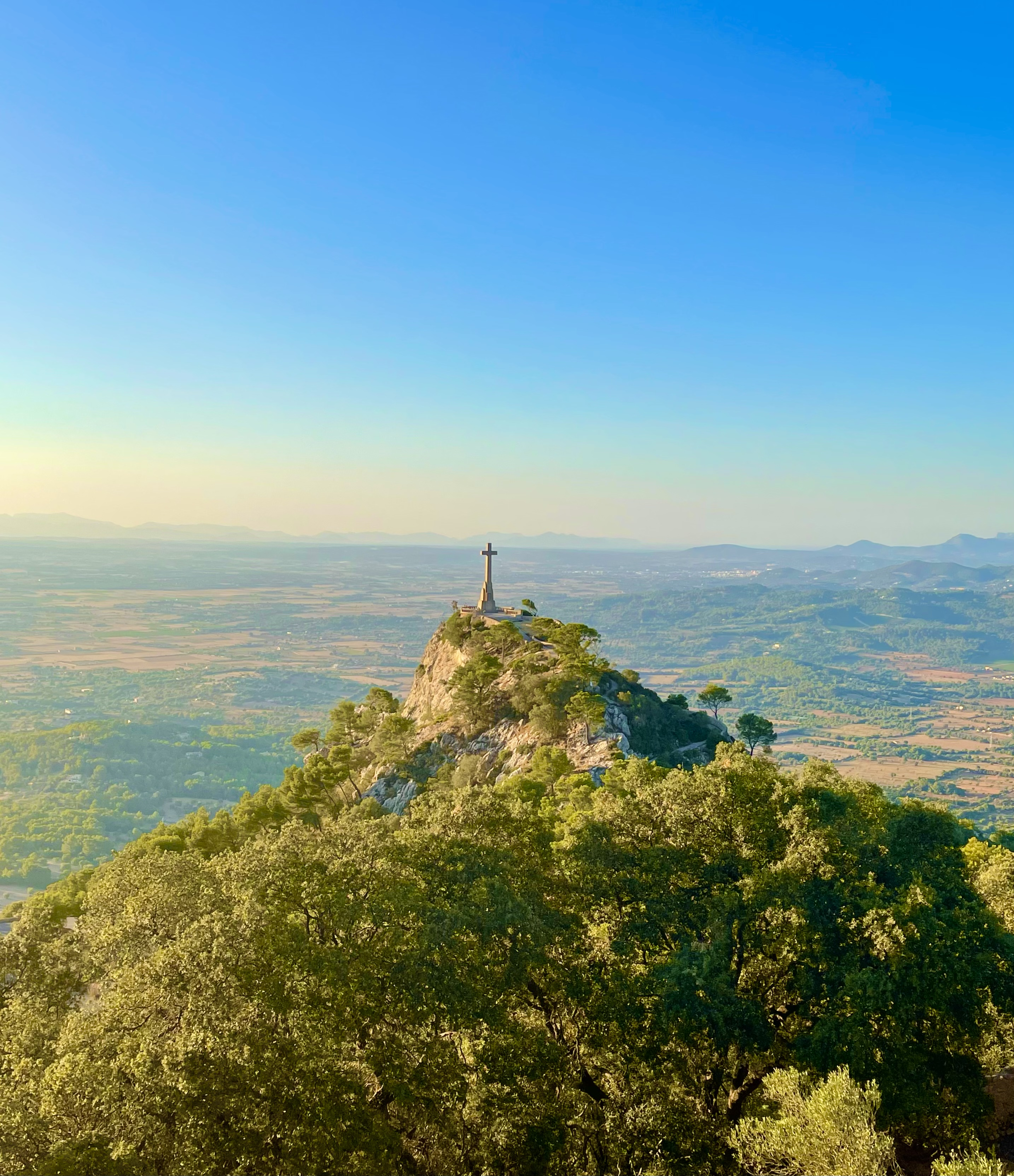
„Sant Salavdor“ in Felantix

## Tauchen und Unterwasserwelt
Calas de Mallorca ist aufgrund seiner klaren Gewässer und vielfältigen Küstenstruktur ein interessanter Standort für Taucher. Die geschützten Buchten bieten teils geschützte, teils offenere Bereiche mit Felsformationen, Unterwasserhöhlen und vielfältiger Meeresfauna. Die Sichtweiten sind in der Regel gut, was die Erkundung der Unterwasserwelt ermöglicht.
Die abwechslungsreichen Tauchplätze sind sowohl für Einsteiger als auch für erfahrene Taucher geeignet und werden gelegentlich von lokalen Tauchschulen genutzt. Die Unterwasserlandschaft umfasst unter anderem Seegraswiesen, Steilwände und felsige Böden, die Lebensraum für zahlreiche Fischarten, Meerestiere und Pflanzen bieten.

## Gastronomie
Die Gastronomie im Ort ist vielfältig und auf internationale Besucher ausgerichtet. Neben Restaurants mit mediterraner und mallorquinischer Küche finden sich britische Pubs, italienische Pizzerien, Tapas-Bars und asiatische Lokale.
In der Hochsaison ergänzen Strandbars das Angebot und bieten leichte Gerichte, Erfrischungen und abendliche Musikveranstaltungen mit Blick auf das Meer.

## Shopping
Im Ortszentrum liegen mehrere Einkaufsstraßen mit kleinen Geschäften, Supermärkten, Boutiquen und Souvenirläden. Neben Strand- und Badeartikeln werden auch regionale Spezialitäten und Kunsthandwerk angeboten. Wochenmärkte in umliegenden Orten wie Felanitx oder Manacor ergänzen die Einkaufsmöglichkeiten und bieten frische Produkte, Gewürze und Handarbeiten.

## Nachtleben
Das Nachtleben ist vor allem in den Sommermonaten ausgeprägt. Bars, Pubs und kleinere Clubs bieten Livemusik, DJ-Abende oder Karaoke. Viele Hotels veranstalten eigene Abendprogramme, darunter Folklore-Shows, Tanzveranstaltungen und Themenabende. Das Angebot richtet sich überwiegend an Paare und Familien, aber auch an Reisende, die ein entspanntes Abendprogramm suchen.

## Infrastruktur
Calas de Mallorca verfügt über eine touristisch geprägte Infrastruktur mit Hotels, Apartmentanlagen, Restaurants, Geschäften und Freizeitangeboten. In der Hauptsaison verbinden Buslinien den Ort mit Manacor, Porto Cristo, Felanitx und weiteren Küstenorten. Über das Straßennetz ist Calas de Mallorca an die Hauptverkehrsachsen der Insel angebunden.
In den Wintermonaten sind die meisten Hotels, Gastronomien und Geschäfte geschlossen. Die Saison in Calas de Mallorca geht in der Regel von Ende April bis Anfang Oktober. Einzelne Hotelanlagen, Ferien, Gastronomie- und Freizeitmöglichkeiten können den Betrieb während der Winterzeit dennoch aufrechterhalten.